# Антикорупційний штаб
Антикорупційний штаб — українська громадська організація, створена в 2014 році. Впроваджує прозорість та забезпечує нульову толерантність до корупції . Спеціалізується на інноваційних інструментах для запобігання корупції. В 2016-2019 роках входила до складу коаліції Реанімаційний пакет реформ. В 2020 році стала переможцем національного конкурсу IT-проєктів Open Data Challenge 2020 та отримала світову нагороду The Innovation in Politics Awards 2020. У 2022 році увійшла до складу коаліцій громадських організацій за відбудову RISE Ukraine.

## Історія
«Антикорупційний штаб Києва» був створений в 2014 році за ініціативи Галини Янченко, на той час — депутатки Київської міської ради від партії ДемАльянс. В листопаді 2014 організація презентувала свій перший інструмент — Карту забудов Києва..
В червні 2015 року активістами запущено Антикорупційну карту ремонтів, на якій було позначено всі об'єкти в Києві на ремонт яких за останній рік виділялися бюджетні кошти.
В лютому 2017 року ГО презентувала «Приховані інтереси» — базу даних компаній, пов'язаних з депутатами та чиновниками Києва. Згодом вона була поширена на інші обласні центри.
В червні 2017 року представників «Антикорупційного штабу» Г. Янченко та С. Миткалика обрали до складу Ради громадського контролю при НАБУ Ради громадського контролю НАБУ, Г. Янченко стала секретарем Ради, а з 2018 — її головою.
В 2018 році за підтримки Антикорупційної ініціативи ЄС в Україні організація запустила чат-бот «Держслужбовець Тарас», покликаний спростити процес заповнення е-декларацій. В 2020 році чат-бот передали на баланс НАЗК.
В 2019 році Антикорупційна карта ремонтів (надалі — Карта ремонтів) була поширена на всю країну: відтепер вона наповнюється автоматично даними з системи ProZorro.
Напередодні президентських виборів в Україні 2019 року «Антикорупційний штаб» разом з коаліцією з 23 громадських організацій розробили Антикорупційний порядок денний, який публічно підтримало 7 кандидатів, включно з Володимиром Зеленським.
В червні 2019 року «Штаб» разом з Центром громадянського представництва «Життя» та коаліцією «За вільну від тютюнового диму Україну» відродили антипремію Золота коса, якою нагороджують лобістів інтересів тютюнових компаній.
В травні 2020 року «Антикорупційний штаб» запустив Карту коронавірусних закупівель: вона в автоматичному режимі відображає інформацію про закупівлі, спрямовані на боротьбу з пандемією COVID-19.
В червні 2020 члени організації — Ю. Гречка, О. Іванова, С. Миткалик були обрані до складу Громадської ради при Нацагентстві з запобігання корупції. С. Миткалика було обрано заступником Голови ради.
У вересні 2020 проєкт «Штабу» «Приховані інтереси» став переможцем щорічного Open Data Challenge — національного конкурсу стартапів на основі відкритих даних.
У листопаді 2020 «Антикорупційний штаб» запустив чат-бот «Медсестра Іванка», створений для контролю за закупівлями медичних закладів.
В грудні 2020 інструмент «Штабу» Карта ремонтів отримав нагороду The Innovation in Politics Award за кращий інноваційний проєкт в категорії "Демократія".
В травні 2021 «Антикорупційний штаб» презентував Карту вакцинації: на ній відображені всі стаціонарні пункти вакцинації від COVID-19, а також розміщена інформація про ймовірно втрачені дози вакцини AstraZeneca.

## Проєкти
Карта руйнувань та відновлення
У перші дні повномасштабного вторгнення Росії до України “Антикорупційний штаб” ухвалив рішення створити Карту руйнувань та відновлення, яка допоможе зафіксувати наслідки російського вторгнення і залучатиме кошти. Наразі на карті також фіксуються кошти, витрачені на відбудову кожного об’єкту. Цей інструмент сприяє максимальній прозорості та підзвітності витрачання коштів на відбудову.

Реєстр російських воєнних злочинців
Це онлайн-реєстр, що містить дані військових російської армії, ідентифікованих осіб полонених росіян, а також росіян, яких вбили в Україні під час війни. У Реєстрі також можна знайти докази їхньої присутності в Україні.

Місцеві інтереси
10-й діджитал-інструмент “Антикорупційного штабу” “Місцеві інтереси” . З ним кожен українець може виявляти конфлікт інтересів у депутатів та посадовців місцевого рівня

Розробка антикорупційних програм у громадах
Проєкт “Розробка дієвих інструментів для забезпечення прозорої та підзвітної діяльності у громадах” працює в 5 громадах. “Антикорупційний штаб” проводить заходи для підвищення рівня доброчесності у громаді та координує створення антикорупційної програми в кожній з них. Кожна програма має бути унікальною, адже в кожній громаді свої особливості. 

Доброчесність для молоді
Мета проєкту – впровадити дисципліну “Антикорупція та доброчесність” у ВНЗ України. Більше 60 вищих навчальних закладів запровадили дисципліну. 

Фіксація знищеної культурної спадщини
За допомогою додатку “Project Providence” “Антикорупційний штаб” фіксує знищені об’єкти культурної інфраструктури для подальшого їх відновлення. 

### Чат-бот Держслужбовець Тарас
Чат-бот запущено в 2018 році за сприяння EUACI. Він покликаний спростити процес заповнення електронних декларацій особами, уповноваженими на виконання функцій держави або місцевого самоврядування. Бот надає покрокову інструкцію із заповнення декларації на основі Закону України «Про запобігання корупції», роз'яснень та рекомендацій НАЗК. Також підписникам він надсилає нагадування про терміни подачі декларацій. Сервіс доступний для користувачів у Facebook Messenger, Telegram та Viber.

### Карта ремонтів
Карта ремонтів — електронний інструмент, створений для контролю за витратами бюджетних коштів на ремонти. На Карту автоматично і в режимі реального часу підвантажується з системи ProZorro інформація про укладені договори. Пошук ремонту можна здійснювати, як за адресою, так і за замовниками, фірмами-підрядниками. Функціонал сайту передбачає можливість залишити коментар чи скаргу на неякісний ремонт. За весь час роботи інструменту він дозволив зберегти понад 17 млн грн коштів.

### Карта коронавірусних закупівель
Інструмент створено в 2020 році. На Карті відображена інформація про всі договори, що підпадають під дію постанови Кабміну від 20 березня 2020 р. № 225 про спрощений порядок закупівель, спрямованих на боротьбу з пандемією COVID-19. Користувач може перевірити закупівлі своєї лікарні і лишити скаргу на корупцію.

### Карта вакцинації
Інструмент запущено в травні 2021 року. На Карті показані всі стаціонарні пункти вакцинації від COVID-10 зі статистикою щеплень по них. Також на ній розміщено інформацію про ймовірно втрачені дози вакцини AstraZeneca. Карта працює на основі відкритих даних НСЗУ.

### Приховані інтереси
Проєкт запущено в 2017 році. Спрямований на виявлення і запобігання конфлікту інтересів в діяльності чиновників та депутатів усіх рівнів. В 2020 році «Антикорупційний штаб» підписав меморандум із НАЗК, який передбачає удосконалення інструменту та його передачу на баланс органу. Складається з двох компонентів:
- бази компаній, пов'язаних з чиновниками та депутатами місцевих рад, а також їхніх родичів та бізнес-партнерів;
- автоматичного аналізатора, який дозволяє перевірити будь-який документ на предмет потенційного конфлікту інтересів.

Проєкт став переможцем Open Data Challenge 2020.

## Цікаві факти
- Аналітик «Антикорупційного штабу» Антон Марчук в 2017 році увійшов у рейтинг Forbes найбільш успішних людей Європи до 30 років: 30 Under 30 — Europe[34][35].
- Юрист ГО "Антикорупційний штаб" Віталій Гусак входить до Громадської ради доброчесності.
- Заступниця Голови правління ГО "Антикорупційний штаб" Євгенія Вірлич увійшла до ради доброчесності Державного агентства відновлення та розвитку інфраструктури України.